# Blondes Have More Fun
Albums de Rod Stewart
Foot Loose & Fancy Free
(1977) Foolish Behaviour
(1980)
Blondes Have More Fun (titre prolongé au dos de la pochette par : ...Or Do They?) est le neuvième album de Rod Stewart, sorti en décembre 1978.

## Titres
1. Da Ya Think I'm Sexy? – 5:31
2. Dirty Weekend – 2:36
3. Ain't Love a Bitch – 4:39
4. The Best Days of My Life – 4:21
5. Is That the Thanks I Get? – 4:32
6. Attractive Female Wanted – 4:17
7. Blondes (Have More Fun) – 3:46
8. Last Summer – 4:05
9. Standin' in the Shadows of Love – 4:28
10. Scarred and Scared – 4:54